# Nikotin
Nikotín je tekoči alkaloid, ki se nahaja v rastlinah iz družine razhudnikovk, zlasti v različnih vrstah tobaka in v koki, v manjših količinah pa tudi v paradižniku, krompirju, jajčevcih in papriki. Pri tobakovcu predstavlja nikotin 0,6–3 % mase posušene rastline. Biosinteza poteka v koreninah tobakovca in se skladišči v listih. Pri rastlinah ima vlogo obrambe pred rastlinojedci. Nikotin je nevrotoksin in je bil zaradi svojih lastnosti v preteklosti v uporabi kot insekticid. Danes se v te namene še vedno uporabljajo njegovi derivati.
V nizkih koncentracijah nikotin deluje pri sesalcih stimulativno, kar je eden od glavnih razlogov razvoja zasvojenosti pri kajenju tobaka. Vsebnost nikotina v cigaretah se je z leti počasi povečala. Ena izmed raziskav dokazuje, da je v letih med 1998 in 2005 bilo povprečno povečanje za 1,6 %.

## Zgodovina in ime
Nikotin je poimenovan po navadnem tobaku (lat. Nicotiana tabacum). Ime je dobil po francoskem veleposlaniku na Portugalskem Jeanu Nicotu, ki je rastlino in njena semena poslal leta 1560 iz Brazilije v Pariz. Nikotin sta iz tobakovca prva izolirala nemška kemika Posselt in Reimann leta 1828. Kemično molekulsko formulo je prvi zapisal Melsens leta 1843, leta 1893 pa so nikotin prvič sintetizirali.

## Kemične lastnosti
Nikotin je higroskopna oljnata tekočina z bazičnimi lastnostmi, ki se lahko meša z vodo in zlahka prodira skozi kožo.

## Optične lastnosti
Nikotin je optično aktiven. Ima dve enantiomerski obliki. Oblika, ki se nahaja v naravi, je levosučna [a]D= –166,4°. Desnosučna oblika nikotina (+) ima le polovico fiziološke aktivnosti levosučne oblike nikotina, zato je potreben večji odmerek (–)-nikotina za dosego enakega učinka. Soli (–)-nikotina so običajno  desnosučne.

## Farmakologija

### Farmakokinetika
Po vstopu nikotina v organizem se ta zelo hitro porazdeli po sistemskem krvnem obtoku in lahko prehaja krvno-možgansko pregrado. Po inhalaciji, na primer s cigaretnim dimom, nikotin doseže možgane po sedmih sekundah. Razpolovna doba nikotina je okoli dve uri.
Količina nikotina, ki se absorbira iz vdihanega cigaretnega dima, je odvisna od količine nikotina v tobaku in od cigaretnega filtra. Pri njuhanju ali žvečenju tobaka se absorbirajo večje količine nikotina.
Presnova  nikotina poteka zlasti v jetrih s citokromi P450, predvsem z izoobliko CYP2A6. Poglavitni presnovek nikotina je kotinin.
Drugi presnovki so nikotin N-oksid, nornikotin, nikotin izometonijev ion, 2-hidroksinikotin in nikotina glukuronid. V določenih okoliščinah se lahko uporabijo druge snovi, ki se oblikujejo kot miosmin.

### Načini odkrivanja

#### Medicinsko odkrivanje
Nikotin se lahko nahaja v krvi, plazmi ali urinu. Pri zaposlovanju in zdravstvenem zavarovanju (zdravstveni presojevalci, zavarovalnice), so pogosta merjenja koncentracije nikotina v slini in urinu. Natančna razlaga rezultatov je pomembna, ker pasivna izpostavljenost tobačnem dimu povzroči kopičenje nikotina, ki mu sledi pojav njegovih presnovkov v telesnih tekočinah.

### Farmakodinamika
Nikotin deluje na nikotinske holinergične receptorje, posebej na nikotinske receptorje ganglijskega tipa ter na en nikotinski receptor CNS-a. Prvi je prisoten v nadledvičnem podaljšku, drugi pa je prisoten v centralnem živčnem sistemu (CNS). V majhnih koncentracijah, nikotin poveča aktivnost teh receptorjev. Preko določenih posrednih mehanizmov ima nikotin tudi efekte na razne druge nevrotransmiterje.

#### Znotraj centralnega živčnegasistema
Z vezavo na nikotinsko-acetilholinske receptorje, nikotin poveča nivo nekaterih nevrotransmitorjev. Deluje na določene nastavitve njihovega delovanja. Obstaja mnenje, da je povečanje nivoja dopamina v možganskih centrih za nadgradnjo odgovorno za evforična in sproščena stanja. Samo ena različna aminokislina med možganskim in mišičnih acetilholinskih receptorja razlaga, zakaj se nikotin aktivira v centralnem živčnem sistemu, ne pa v skeletnih mišicah. Ta bi povzročila takojšnjo smrt. Zaradi tega je nikotinska odvisnost biološko nenavadna. 
Tobačni dim vsebuje inhibitorje (zaviralce) monoaminooksidaze, alkaloide harman, norharman, anabasin, anatabin in nornikotin. Te spojine pri kadilcih bistveno zmanjšajo aktivnost monoaminske oksidaze (MAO). Encimi monoaminoksidaze uničujejo monoaminske nevrotransmiterje kot dopain, norepinefrina in serotonina.

#### Simpatični živčni sistem
Nikotin aktivira tudi simpatično živčevje, in sicer preko živčevja v nadledvičnem delu hrbtenjače (drugo ime za hrbtenjačo je medula), kjer spodbudi izločanje adrenalina. Acetilholin, ki se sprošča iz simpatičnih živčnih vlaken, namreč vpliva na nikotinske acetilholinske receptorje, kar povzroča izločanje adrenalina oziroma adrenalina (in nerepinefrina) v krvni obtok. Nikotin ima poleg tega vpliv tudi na tkiva, ki vsebujejo melanin, saj je zaradi svoje predhodne funkcije v sintezi melanina podoben oziroma soroden tkivom melanina. Omenjena trditev je bila potrjena tudi z dejstvom, da je večja odvisnost od nikotina prisotna pri ljudeh temnejše polti.

#### Nadledvični del hrbtenjače (ali medula)
Zaradi povezanosti z nikotinskimi receptorji tipa ganglion v nadledvičnem delu hrbtenjače, nikotin povečuje pretok adrenalina (oziroma epinefrina), stimulativnega hormona in nevrotransmiterja. Povezava s temi receptorji povzroča celično depolarizacijo in dotok kalcija skozi neprevodne kalcijeve kanale. Kalcij sproži eksocitozo kromafinskih zrnc, kar nadalje vodi do sproščanja adrenalina (in norepinefrina) v krvni obtok. Večja količina adrenalina vodi do povečanega srčnega utripa, povečanega krvnega tlaka, pospešenega dihanja v višje ravni glukoze v krvi 
Razpolovna doba nikotina, naravnega produkta tobaka, znaša od ene do dveh ur. Analiza razpolovne dobe nikotina je olajšana predvsem zaradi kotinina, aktivnega metabolita (ali presnovka) nikotina, ki v krvi ostane vse od 18 do 20 ur.

## Psihoaktivni učinki
Mnenje o učinkih nikotina na spremembe v razpoloženju so različna, saj natančneje predstavlja tako poživilo, kot tudi sprostitev.( Učinek poživila se ustvarja zaradi izločanja glukoze in adrenalina, kar posledično povzroča stimulacijo. Uporabniki nikotina pa pogosto omenjajo tudi občutke sproščenosti, umirjenosti in zbranosti. Kot vsako poživilo tudi nikotin redko privede do neprijetnih nevropsihiatričnih učinkov akatizije. Zaradi manjšega apetita in izboljšanega metabolizma (oziroma presnove), nekateri kadilci posledično zmanjšajo svojo težo.
Z nikotinom bogata kri od pljuč do možganov pride v sedmih sekundah in takoj v tistem trenutku spodbudi izločanje številnih kemijskih substanc, vključno z acetilholinom, norepinefrinom, adrenalinom, dopaminom, avtokrinih agentov in beta endorfinov. Izločanje nevrotransmiterjev in hormonov ima največ zaslug za učinke nikotina. Nikotin po nekaterih trditvah izboljša koncentracijo  in spomin, izboljšuje tudi pozornost, zmanjšuje občutek bolečine, zaradi endorfinov pa vpliva tudi na zmanjšanje občutka strahu. Nikotin poleg tega povečuje tudi pozitivne učinke dopamina  in izboljšuje občutljivost možganov za nagrajevanje. Večina cigaret vsebuje od enega do treh miligramov nikotina  (v tobačnem dimu, ki ga inhaliramo).
Rezultati raziskav so pokazali, da kadilci, ki želijo doseči stimulatvni oziroma poživljajoč učinek, vpihujejo kratke in hitre vpihe, ki v krvi proizvajajo nizko stopnjo nikotina, kar stimulira nevrotransmiterje. Sprostijo se z dolgimi vdihi, ki privedejo do visoke stopnje nikotina v krvi, ki znižuje prehod živčnih impulzov, zaradi česar občutijo blag pomirjevalni učinek. Manjši odmerki nikotina močno povečajo delovanje norepinefrina in dopamina v možganih, kar povzroča zdravilni učinek. Pri višjih odmerkih nikotina je povečan učinek serotinina, povečane so tudi aktivnosti opiatov, ki vplivajo na pomirjevalni in protibolečinski učinek. Nikotin je, v primerjavi z ostalimi škodljivimi drogami, edinstven, prav zaradi njegovih tako poživljajočih kot tudi pomirjevalnih in protibolečinskih učinkov.
Nikotin sam po sebi še ne povzroča odvisnosti, v kolikor je brez primesi, vendar po stiku z zaviralcem monoaminooksidaze (MAOI), nikotin privede do znatne vedenjske preobčutljivosti, ki je eno izmed meril potencialne odvisnosti. Učinek lahko primerjamo z učinki amfetaminov.
Nikotinske žvečilke navadno prodajajo v odmerkih po 2 mg ali 4 mg. Prav tako so na voljo nikotinski obliži, nikotinske pastile in elektronske sestavine, ki v tobaku ne posedujejo drugih sestavin.

## Odvisnost in odvajanje
Sodobne raziskave so pokazale, da nikotin negativno vpliva na možgane. Raziskave glede narave zasvojenosti kažejo, da nikotin aktivira mezolimbično pot ("sistem nagrajevanja") - vezje v možganih, ki uravnava občutek ugodja in evforije.
Dopamin je eden od ključnih nevrotransmitorjev, ki je aktivno vključen v možganih. S povečanjem ravni dopamina znotraj nagrajenih možganskih krogih nikotin deluje kemijsko z intenzivno lastnostjo zasvojenosti.

## Toksikologija
LD50 od nikotina je 50 mg/kg za podgane in 3 mg/kg za miši. 40–60 mg (0,5-1,0 mg/kg) je lahko smrtonosen odmerek za odraslega človeka.  Nikotin ima zato visoko toksičnost v primerjavi z mnogimi drugimi alkaloidi, kot je kokain, ki ima LD50 od 95,1 mg/kg če ga uporabljamo za miši. Malo verjetno je, da bi oseba samo s kajenjem dobila prevelik odmerek. Lahko pa pride do prevelikega odmerka v kombinaciji z nikotinskimi obliži ali nikotinsko žvečilko in cigaret ob istem času. Velika koncentracija nikotina razlita na koži, lahko povzroči zastrupitev ali celo smrt, saj nikotin hitro prehaja preko kože v krvni obtok.
Kancorogene rakotvorne lastnosti nikotina v samostojni obliki, ločene od tobačnega dima, niso objavljene na strani IARC (Mednarodna agencija za raziskovanje raka) in ne more biti uradno dodeljena v skupino kancerogenih (rakotvornih) substanc. Trenutno razpoložljive literature kažejo, da nikotin sam ne povzroča aktivni razvoj rakavih celic v zdravem tkivu, ter nima mutagenih lastnosti. Vendar pa so raziskave pokazale, da nikotin in povečana aktivnost holinergičnih dejavnosti, ki ovirano povzroča apoptoze, ki je eden od načinov, kako telo uničuje nezaželene celice (programirana celična smrt). Ker apoptoza pomaga odstraniti mutirane ali poškodovane celice, katere lahko s časoma postanejo rakaste, delovanje nikotina ustvari ugodnejše okolje za razvoj raka.  V eni izmed raziskav so nikotin dajali miši oboleli s tumorjem. Posledica tega pa je bila povečana velikost tumorja (dvojno povečanje), metastaze(devetkratno povečanje), in tumor ponovitve (trikratno povečanje).
Na Danskem so opravili raziskavo na 77.000 nosečnic in ugotovili, da ženske, ki uporabljajo nikotinsko žvečilko in obliž v zgodnji fazi nosečnosti imajo povečano tveganje, da se otrok rodi z okvaro organa. Raziskava je tudi pokazala, da ženske v prvih dvajsetih tednih nosečnosti, ki konzumirajo nikotinsko nadomestilo imajo za 60 % večje tveganje, da se otrok rodi s prirojeno okvaro.
Urad za okolje 1. aprila, 1990 oceni nevarnost za zdravje (OEHHA) Kalifornijska agencija v Zakon o varstvu okolja (predlog zakona 65.) doda nikotin na seznam kemikalij, ki povzročajo strupe 

## Bolezniobtočil
Nikotin ima zelo močan vpliv na žile po vsem telesu. Nikotin je stimulant, dviguje se krvni pritisk in je vazokonstriktor, zaradi česar srce težje črpa kri skozi zožene arterije. To povzroča, da telo sprosti svoje zaloge maščob in holesterola v kri.
Ni dokazano, a obstaja mnenje, da nikotin poveča tveganje za nastanek krvnih strdkov s povečanjem aktivatorjev plazminogena inhibitor-1. Plazemske koncentracije fibrinogena so povišane pri kadilcih in se še poslabšajo med akutno KOPB. Prav tako je Factor XIII, ki stabilizira fibrin strdkov, se poveča pri kadilcih. Nobena od teh dveh učinkov ni pokazala, da jo je povzročil nikotin   od leta 2009 [posodobil].

## Terapevtski nameni
Pri zdravljenju od nikotina je glavni terapevtski namen uporaba nikotina, da bi odpravili odvisnost od kajenja in zmanjševanje nevarnosti za zdravje. Z nadzorovanim nivojem nikotina, ki ga pacient prejme skozi obliže, žvečilke, elektronske cigarete ali v obliki pršila si prizadevamo, da se bo oseba odvadila od cigaret oziroma nikotina na splošno.
Vendar pa je v nekaterih primerih pri terapevtskem zdravljenju opaziti kajenje. Ti primeri so pogosto označeni kot Paradoksi za kadilce. Čeprav se v večini primerov dejanski mehanizem razume le slabo ali pa sploh ne, je splošno prepričanje, da je glavni koristen ukrep zaradi uporabe nikotina, in da je uporaba nikotina brez kajenja lahko koristna, ne da bi bilo povečano tveganje za zdravje zaradi katrana in drugih sestavin ki so najdene v tobaku.
Nedavne raziskave kažejo, da kadilci manj pogosto potrebujejo, ponavljajoče se revaskularizacije po perkutno koronarno intervenciji (PCI). Pogosto se je pokazala nevarnost ulceroznega kolitisa, da je treba zmanjšati odvisnost od odmerka za vsakega kadilca posamezno. Učinek je, če se izloči posameznika, ki neha kaditi. Verjetno je, da kajenje ovira razvoj Kopasijevega sarkoma pri bolnikih s HIV,.
Nikotin zmanjša možnost raka na dojkah pri ženskah, ki nosi zelo visoko tveganje gena BRCA, preeclampsia, in atopične motnje, kot so alergijske astme. Verjetnost delovanja mehanizmov v teh primerih je nikotin, ki deluje kot protivnetno sredstvo, in se ne nanaša na vnetja povezana z bolezenskimi procesi, saj ima nikotin vazokonstrikcijske učinke.
Za tobačni dim se je izkazalo, da vsebuje spojine, ki lahko zavrejo MAO. Monoaminooksidaze je odgovoren za razgradnjo dopamina v možganih. Ko je dopamin razdeljen po MAO-B, se oblikujejo nevrotoksični stranski proizvodi, verjetno prispevajo k Parkinsonovi in Alzheimerjevi bolezni. Mnogo teh listin o Alzheimerjevi bolezni  in Parkinsonove bolezni  je bilo objavljenih. Nedavne raziskave niso našle nobene koristne povezave med kajenjem in Alzheimerjevo boleznijo, in v nekaterih primerih se kaže, da lahko dejansko povzroči zgodnejši začetek bolezni.  Vendar pa so raziskave pokazale, da nikotin odloži začetek Parkinsonove bolezni, raziskave vključujejo opice in človeka.
Vendar pa je raziskava pokazala, zaščitni učinek nikotina samo na nevrone aktivirane zaradi nikotina a7-nAChR in PI3K/Akt, ki zavira AIS.
Nedavne raziskave so pokazale, da se lahko nikotin uporablja za pomoč odraslim, ki trpijo zaradi epilepsije. Istih območjih, ki povzročajo napade v tej obliki epilepsije, dogovorni so za obdelavo nikotina v možganih.
Raziskave kažejo povezavo med kajenjem in shizofrenijo, z ocenami skoraj 75% za delež shizofrenih bolnikov, ki kadijo. Čeprav je narava zdravljenja ostala nejasna, saj so pred kratkim trdili, da se poveča kajenje pri shizofreniji zaradi želje po ozdravitvi z nikotinom. Novejše raziskave so pokazale, da to velja za osebe ki so zelo malo odvisne od nikotina, ne pa tudi tiste, ki so zelo odvisne. Vse te raziskave temeljijo le na opazovanju, vendar natančnih raziskav še ni. V teku so raziskave o alternativni uporabi nikotina kot obliž ali žvečilka.
Nikotin izboljša simptom na ADHD. Nekatere raziskave se osredotočajo na prednosti nikotina pri zdravljenju odraslih z ADHD.
Nikotin (v obliki žvečilke ali transdermalni obliž), ki je kot eksperimentalno zdravljenje OKM. V nasprotnem primeru manjše raziskave kažejo nekaj uspeha pri zdravljenju neodzivnih.

## Raziskovalni potencial kot osnova za antipsihotično sredstvo
Ko so bili delci nikotina izolirani in so primerjali prvi odziv pri živalskih možganih in nato še pri človeških možganih. Raziskovali so pri ljudeh s shizofrenijo in se je pokazalo, da so učinki pomagali s kognitivnimi motnjami in negativnimi simptomi shizofrenije. Zato nicotinergični agenti, kot antipsihotiki, ki ne vsebujejo nikotina, delujejo na iste receptorje v možganih. Kažejo delovanje kot dodatek antipsihotiki v zgodnjih fazah raziskav FDA za shizofrenijo. Zato je PPI verjel, da ima obraz, izgradnjo in napovedano veljavnost za motne PPI pri shizofreniji, in se pogosto uporabljajo te motnje kot model za raziskave nevrobiologije in za presejalne antipsihotike. Dodatne raziskave so, da obstajajo geni predisponirajoči ljudje s shizofrenijo zaradi uporabe nikotina.